# Fredorada de desembre de 2001
La fredorada de desembre de 2001 va ser una onada de fred que va afectar la península Ibèrica. La màxima intensitat del fred va ser pel Nadal d'aquell any quan, a més hi havia neu a moltes zones (excepte el litoral). Aquesta fredorada no va ser tan intensa com la fredorada de febrer de 1956 o la de 1985.

## Temperatures mínimes de desembre de 2001
- Das (Cerdanya): -22,6 °C (dia 25)
- Oliola (La Noguera): -18 °C (dia 25)
- Oliana:-16,6 °C (dia 25)
- Boí (2.540 m): -14 °C (dia 24)
- La Seu d'Urgell: -13'8 °C (dia 25 de desembre)
- Sant Salvador de Guardiola: -13'6 °C (dia 25)

- Barcelona (Observatori Fabra): -1'9 °C (dia 24)
- Lleida (Raïmat): -14 °C (dia 16)
- Torredembarra (Tarragonès): -0'8 °C (dia 25)
- Girona: -6'8 °C (dia 25)

- Olot (Garrotxa): -9 °C (dia 17)
- La Vall d'En Bas (Garrotxa): -16'2 °C (dia 17)

- Muntanyola (Osona): -6'6 °C (dia 25)
- Gurb (Osona): -17'7 °C (dia 25)

- Punta del Fangar (Delta de l'Ebre): -1'3 °C (dia 25)
- Illa de Buda (Delta de l'Ebre): 0 °C (dia 25)

## Efectes de la fredorada de desembre de 2001
S'observa els efectes de la inversió tèrmica per exemple a Boí (2.540 m d'altitud) i Lleida (290 m) la temperatura mínima és la mateixa (-14 °C); a la Garrotxa va ser més greu la glaçada a la Vall d'En Bas (463 m) però amb acumulació d'aire fred per estar envoltada de muntanyes que no pas a Olot que està pràcticament a la mateixa alçada(421 m); a Osona Gurb, al fons de la Plana de Vic, (517 m) enregistra 11 °C menys que Muntanyola (més alta a 809 m d'altitud). Finalment la mínima temperatura enregistrada el desembre de 2001 va ser la de Das a 1.096 m d'altitud (-22'6 °C) situació que també és efecte de la inversió de temperatures, ja que a l'alta muntanya cerdana les temperatures mínimes van ser uns 10 graus més altes.
Com que el fred va anar acompanyat de nevades quasi a nivell de mar i la neu es va glaçar a les carreteres, hi va haver problemes en les comunicacions i el transport. En l'agricultura van ser especialment afectades les oliveres de les terres de ponent, ja que a partir de -7 °C hi ha danys en la vegetació, en molts casos la part aèria de les oliveres va morir però com les arrels no van ser afectades van rebrotar posteriorment. Es van aplicar uns ajuts oficials de la Generalitat de Catalunya pels danys agrícoles de desembre de 2001.